# Залишок наднової

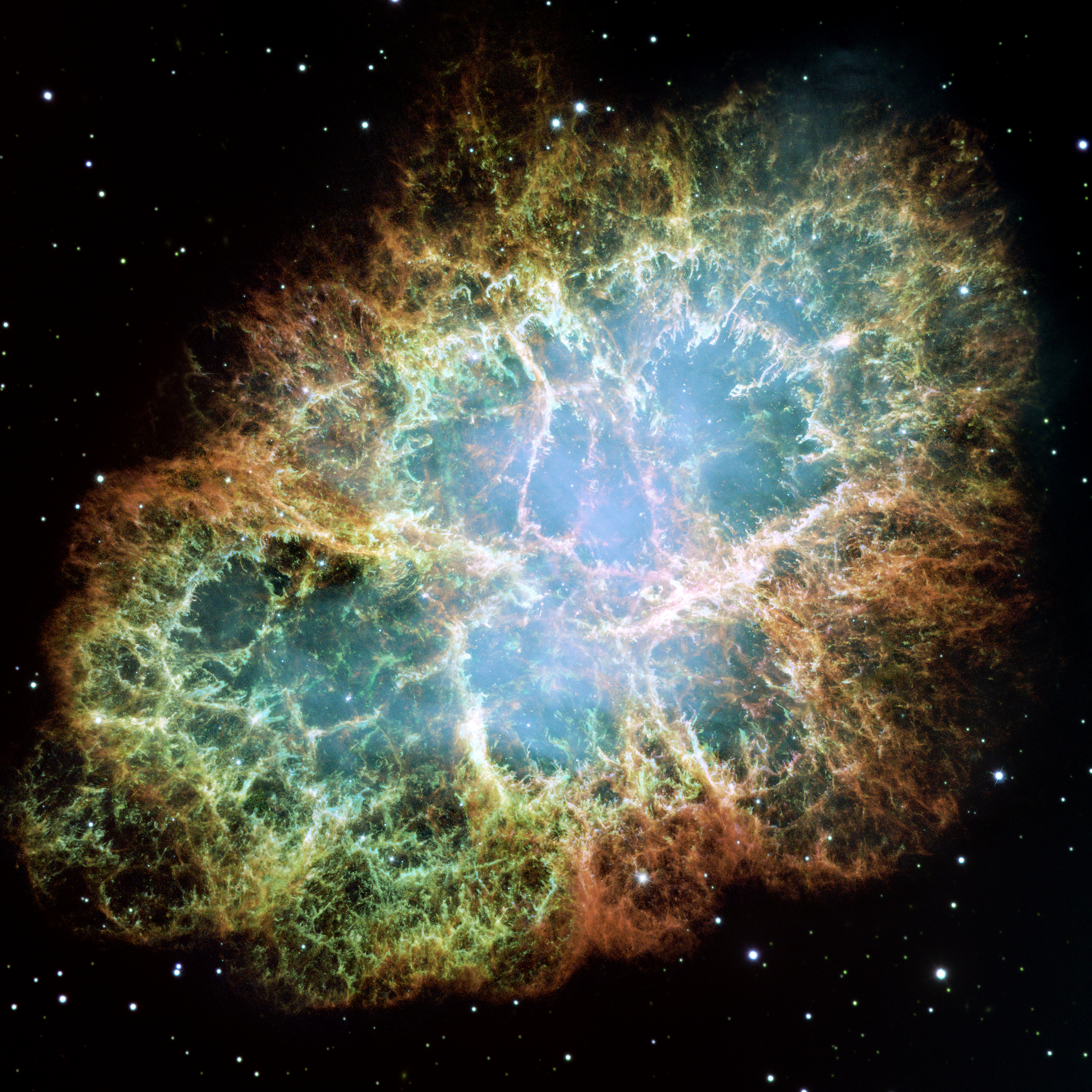
Крабоподібна туманність — газова хмара, утворена спалахом наднової 1054 року

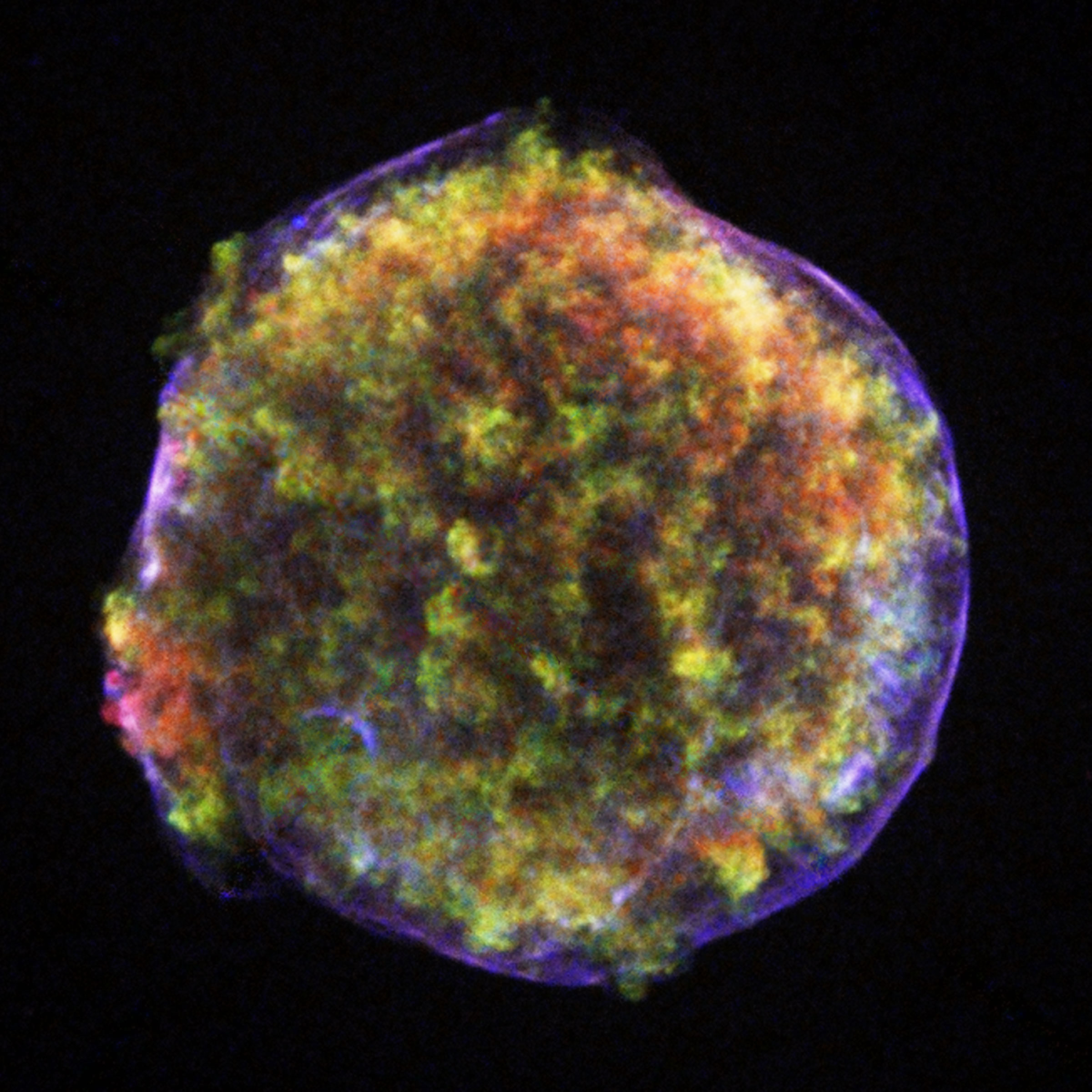
Залишок наднової Тихо SN 1572, знятий у рентгенівських хвилях космічним телескопом Чандра

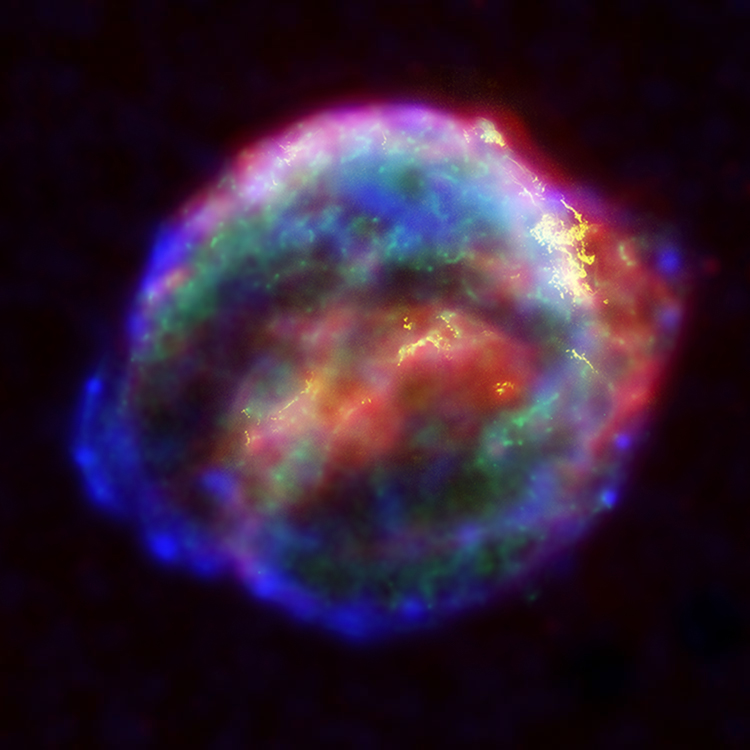
Залишок наднової Кеплера SN 1604 (зображення у штучних кольорах, зняте космічними телескопами Чандра, Габбл і Спітцер)

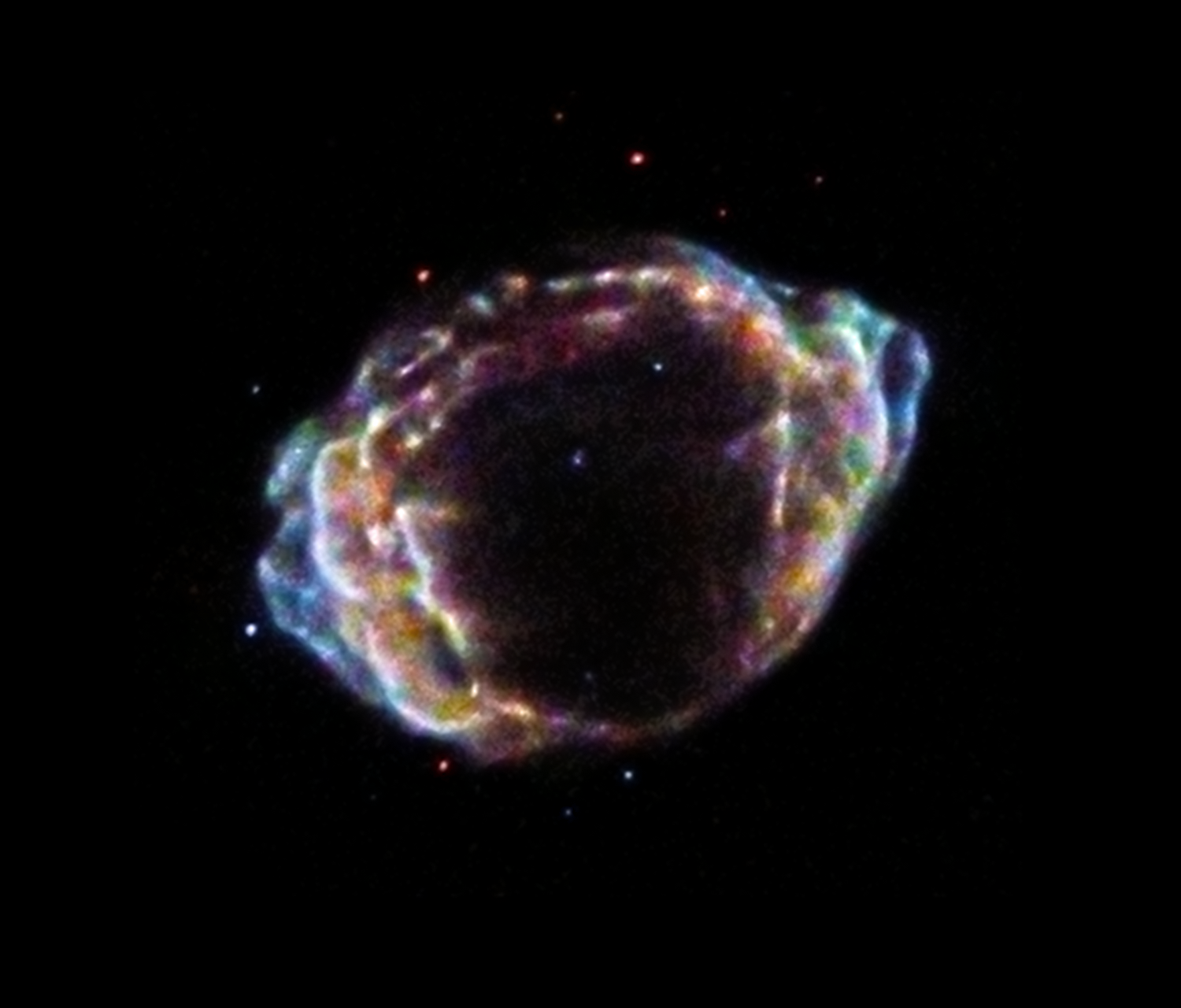
G1.9+0.3, наймолодший відомий залишком наднової в Чумацькому Шляху

Залишок наднової (англ. SuperNova Remnant, SNR) — газопилова структура, яка утворилася як результат вибуху наднової зорі. Під час вибуху наднової викинута нею маса розлітається навсебіч, утворюючи ударну хвилю, яка з часом розширюється, змітаючи по дорозі міжзоряну речовину.
Методами радіоастрономії в нашій Галактиці виявлено понад 100 залишків наднових, з них близько 40 спостерігаються в оптичному діапазоні. Один із найкраще досліджених залишків молодих наднових був утворений SN 1987A, надновою у Великій Магеллановій Хмарі, яку спостерігали в лютому 1987 року. Інші добре відомі залишки наднових включають Крабоподібну туманність; залишок наднової Тихо SN 1572, названої на честь Тихо Браге, який дослідив цю наднову; залишок наднової Кеплера SN 1604, названий на честь Йоганна Кеплера. Наймолодшим відомим залишком у Чумацькому Шляху є G1.9+0.3, виявлений у Галактичному центрі.

## Формування
Існує два можливі сценарії народження наднової:
- Наднові типів Ib, Ic і II: Масивна зоря вичерпує пальне у ядрі, що призводить до зупинки виробництва термоядерної енергії й спричиняє гравітаційний колапс. Падіння зовнішніх шарів, багатих на термоядерне пальне, на розігріте ядро спричиняє надзвичайно потужний термоядерний спалах та перетворення на нейтронну зорю або чорну діру
- Наднові типу Ia: Білий карлик у подвійній системі шляхом акреції накопичує речовину зорі-компаньйона, досягає межі Чандрасекара й перетворюється на наднову, зазнаючи термоядерного спалаху.

В обох випадках більша частина маси наднової викидається зі швидкістю до 10 % швидкості світла (порядку 30 000 км/с). Коли викинута речовина рухається з такою надзвуковою швидкістю, перед нею утворюється ударна хвиля, а плазма перед ударним фронтом нагрівається до температур у мільйони кельвінів. Ударна хвиля поступово охоплює все більший простір і з часом сповільнюється, однак продовжує розширюватися протягом сотень або тисяч років, досягаючи радіусів у десятки парсеків, перш ніж її швидкість впаде нижче місцевої швидкості звуку.

## Стадії еволюції
Залишок наднової під час свого розвитку проходить наступні стадії:
1. Вільне розширення викинутої речовини, триває доти, поки маса поглиненої ударною хвилею міжзоряної речовини не перевищить масу викинутої зоряної речовини. Тривалість стадії — від десятків до кількох сотень років, залежно від густини навколишнього середовища.
2. Істотне уповільнення ударної хвилі, утворення зворотної (внутрішньої) ударної хвилі, яка з часом досягає центру залишку. Залишок входить у фазу Сєдова-Тейлора, що добре описується автомодельним аналітичним рішенням. Зіткнення ударних хвиль розжареного газу супроводжуються потужним рентгенівським випромінюванням.
3. Формування тонкої та щільної зовнішньої оболонки (товщиною менше 1 пк, та густиною 1—100 мільйонів атомів/м³) навколо дуже гарячої (кілька мільйонів К) внутрішньої порожнини та охолодження оболонки. Настання фази радіаційного охолодження. Оболонка залишку стає доступною для спостереження у видимому спектрі завдяки рекомбінації іонізованих атомів водню та кисню.
4. Охолодження внутрішньої порожнини залишку. Щільна оболонка продовжує розширюватися по інерції. На цій стадії залишок наднової виразно видно в діапазоні випромінювання атомів нейтрального водню.
5. Злиття з навколишнім середовищем. Швидкість розширення оболонки сповільнюється до середньостатистичних швидкостей у навколишньому просторі, приблизно через 30 000 років, речовина залишку зливається з міжзоряною речовиною, передаючи в її турбулентний рух решту своєї кінетичної енергії.

Молоді залишки наднових зберігають особливості наднової, такі як хімічний склад та геометрія оболонки. Параметри старих залишків здебільшого залежать від міжзоряного газу, який «нагребла» оболонка під час розширення.
Молоді залишки наднових поділяють на два типи: оболонкові та плеріони. В оболонкових яскравість радіозображення зростає від центру до периферії. У плеріонах яскравість зображення зростає до центру й оболонкова структура не спостерігається. Фізичною основою відмінностей між двома типами є наявність або відсутність пульсара. За наявності пульсара, який є потужним джерелом релятивістських частинок, залишок наднової стає плеріоном. У процесі ослаблення пульсара залишок перетворюється на оболонковий. Усі старі залишки мають оболонковий тип.

## Походження космічних променів
Залишки наднових вважаються основним джерелом галактичних космічних променів. Зв'язок між космічними променями та ударними хвилями наднових вперше запропонували Вальтер Бааде та Фріц Цвіккі в 1934 році. Віталій Гінзбург і Сергій Сироватський у 1964 році зауважили, що 10-відсоткової ефективності прискорення космічних променів у залишках наднових має вистачати, щоб компенсувати втрати космічних променів Чумацького Шляху. Прискорення космічних променів в ударних фронтах відбувається за механізмом прискорення Фермі, який запропонував Енріко Фермі в 1949 році. Однак цей механізм не здатний забезпечувати енергії понад 1018 еВ, тому промені надвисоких енергій мають прискорюватися іншими механізмами.